# Daniela Estrada Flores
Daniela Estrada Flores (25 giugno 2001) è una nuotatrice artistica messicana.

## Palmarès

### Coppa del Mondo
- 2 podi:
  - 2 vittorie (2 nella gara a squadre)

#### Coppa del mondo - vittorie
| Data           | Luogo    | Paese  | Disciplina      |
| -------------- | -------- | ------ | --------------- |
| 13 maggio 2023 | Soma Bay | Egitto | Team tecnico    |
| 15 maggio 2023 | Soma Bay | Egitto | Team acrobatico |